# Ri Son-gwon
Ri Son-gwon es un político y diplomático norcoreano que ejerció el cargo de Ministro de Relaciones Exteriores desde el 20 de enero de 2020 hasta el 11 de junio de 2022; se ha desempeñado como Coronel en el Ejército Popular de Corea (KPA); y Jefe del Comité de Corea del Norte para la Reunificación Pacífica del País (CPRC) a cargo de las relaciones intercoreanas.
En 2019 fue nombrado miembro del Panel de Asuntos Exteriores del Parlamento norcoreano y ha sido partícipe del Comité Central de Formulación de Políticas del Partido del Trabajo de Corea.